# Bernard z Wąbrzeźna

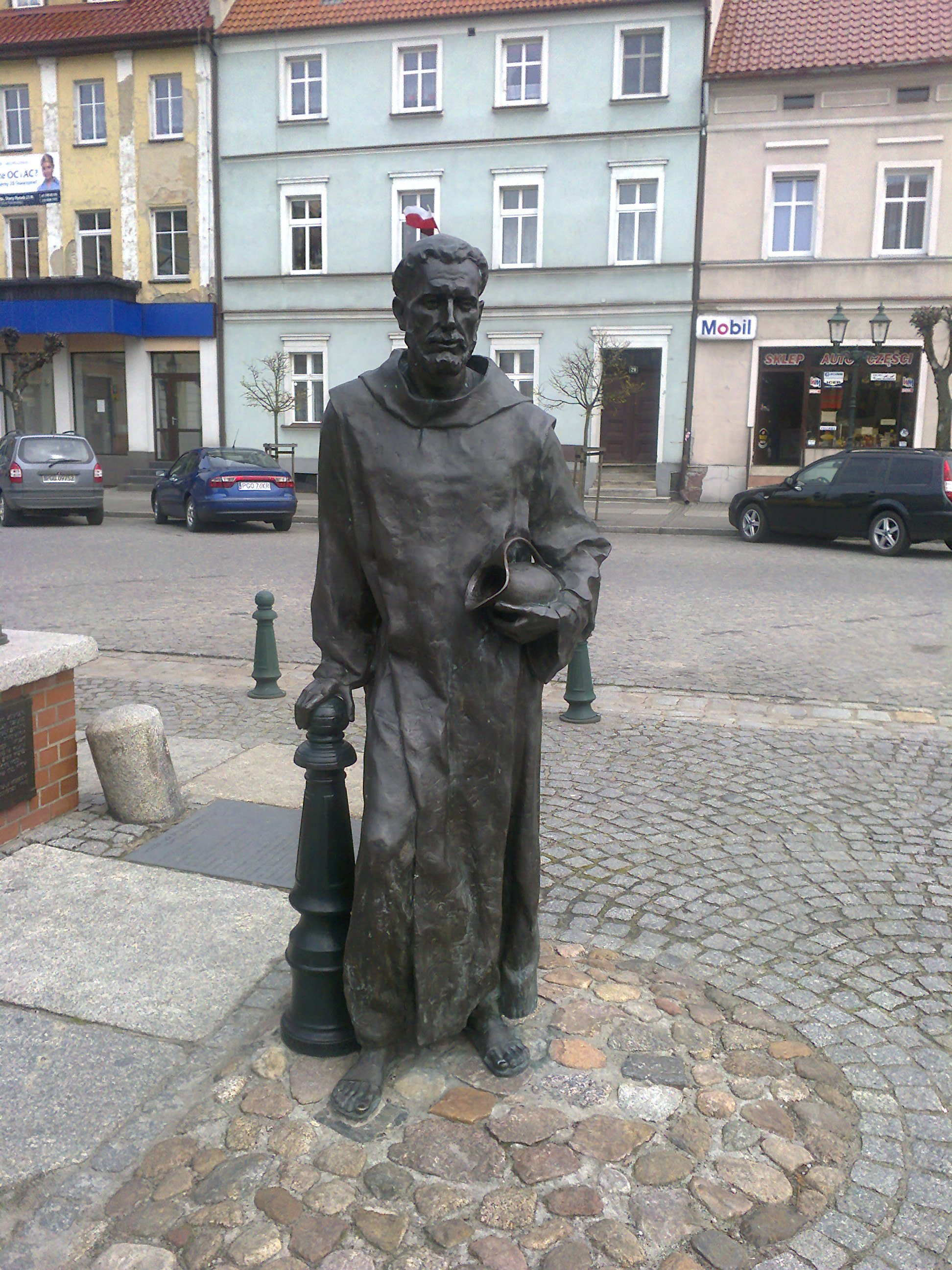
Figura Ojca Bernarda w Grodzisku Wielkopolskim

Bernard z Wąbrzeźna (właśc. Błażej Pęcharek; ur. 3 lutego 1575 w Wąbrzeźnie, zm. 2 czerwca 1603 w Lubiniu) – Sługa Boży, duchowny rzymskokatolicki, mnich z opactwa benedyktyńskiego w Lubiniu.

## Życiorys
Pochodził z wielodzietnej rodziny. Syn burmistrza Wąbrzeźna Pawła Pęcharka i Doroty z domu Sasin. Po zakończeniu nauki w szkole parafialnej, w wieku 12 lat został wysłany przez ojca na nauki do Kolegium Jezuitów w Poznaniu. Wykazał się tam niezwykłą pilnością w pobieraniu nauk i w wieku 24 lat wstąpił do nowicjatu w lubińskim opactwie, gdzie wkrótce został mistrzem nowicjuszy.
Był ojcem duchownym opactwa benedyktyńskiego w Lubiniu.
Wyróżniał się wielkimi cnotami chrześcijańskimi: ofiarną miłością do bliźniego, współczuciem dla chorych i ubogich. Zmarł w opinii świętości.
Sarkofag ojca Bernarda od 1794 jest umieszczony w kaplicy klasztornego kościoła Narodzenia Najświętszej Maryi Panny w Lubiniu. Jego szczątki znajdują się trumience w refektarzu klasztornym. 
Szczególną czcią otaczają go mieszkańcy Grodziska Wielkopolskiego, gdzie według legendy ojciec Bernard pobłogosławił wyschniętą studnię, która dzięki temu ponownie napełniła się wodą. Woda ze studni była niezbędna do funkcjonowania miejskiego browaru - w tamtych czasach jedynego źródła dochodu dla miasta.

## Proces beatyfikacji
Z inicjatywy ojców benedyktynów przekonanych o świątobliwości jego życia poczyniono starania w celu wyniesienia go na ołtarze. 18 marca 2009 Stolica Apostolska wydała dekret tzw. Nihil obstat wyrażający zgodę na rozpoczęcie jego procesu beatyfikacji. Odtąd przysługuje mu tytuł Sługi Bożego. 

## Upamiętnienie
- Bernard z Wąbrzeźna jest patronem ulic w Wąbrzeźnie (ul. Ojca Bernarda) oraz Grodzisku Wielkopolskim (ul. Św. Bernarda).
- W 2009 roku na rynku w Grodzisku Wielkopolskim obok studni jego imienia stanęła figura Bernarda z dzbanem w ręku.
- W 2011 wydano okolicznościową monetę w Wąbrzeźnie z herbem miasta i wizerunkiem Bernarda.
- Jest jednym z bohaterów książek "Opowieści starych dzwonów" Pawła Beckera oraz "Dziwne przypadki kota Mruczysława" Renaty Czerwińskiej.
- Rok 2025 został ustanowiony przez Radę Miasta Wąbrzeźna Rokiem Bernarda z Wąbrzeźna.[4]